# Edberto de Selsey
Edberto ou Adberto (em latim: Edbertus, Eadbertus ou Adbertus; em inglês antigo: Eadberct, Eadberht, Eadbert, Eadbriht, Eadbyrht ou Eaedd) foi um abade da Abadia de Selsey, mais tarde promovido a bispo de Selsey. Aparece em alguns documentos do período, seja como testemunha seja como beneficiário, mas há dúvidas sobre a autenticidade de ao menos um deles.

## Vida
Em 700, Edberto recebeu 4 hidas em Hileigh, Saxônia Ocidental, do duque Brino e o documento foi testemunhado pelos reis Notelmo e Vato. Em 705/717 (datado por Birch em 725), Notelmo concedeu 20 hidas em Hugabeorgum e Dene (talvez Dean Oriental e Ocidental próximo de Chichester) para Edberto. O foro que indica essa concessão, porém, é hoje considerado como uma falsificação do final do século X ou começo do XI.
Edberto foi consagrado bispo de Selsey em algum momento entre 709 e 716, e morreu entre 716 e 731. Por vezes Vilfredo de Iorque tem sido reconhecido como primeiro bispo dessa sé, mas isso trata-se de uma inserção de seu nome nas listas episcopais por escritores medievais posteriores e Vilfredo não foi considerado o bispo durante sua vida ou no tempo de Beda.
Edberto também aparece como testemunha num foto não datado de Notelmo, junto com Osrico e Eola. O foto pode ser aproximadamente datado em algum ponto entre cerca de 705 e 717. Edberto aparece pela última vez como testemunha numa confirmação, datada de 716, de um foto de Vifredo de Câncio.